# Gros Morne Nemzeti Park
Az Új-Fundland nyugati partján fekvő Gros Morne Nemzeti Park  (angolul Gros Morne National Park, franciául Parc national du Gros-Morne) 1805 km² területével a második legnagyobb nemzeti park Kanada atlanti-óceáni részén (a legnagyobb, a Torngat-hegység Nemzeti Park 9600 km²). A park a nevét Újfundland második legmagasabb hegycsúcsáról kapta (806 m), amely a területén található. A szigetnek ez a területe régóta, régészeti kutatások szerint már 4500 éve lakott.
A Gros Morne (Nagy Domb) a Long Range-hegység része, amely az Appalache-hegység láncainak egy távoli tagja. A hegységet felépítő sziklákat a lemezmozgások emelték a felszínre, s a magmát körülvevő rétegekből, a földköpenyből és az óceáni lemezből származnak, így nagyszerű lehetőséget adnak a geológiai kutatásokra. Az üledékes kőzetek az ordovícium periódusában, a gránit a prekambriumban, a vulkáni kőzetek pedig a paleozoikum korában keletkeztek. A Trout River és Woody Point városkák között fekvő fennsík terméketlen sivatag. Itt tanulmányozható a földköpeny anyagát felépítő mélységi magmás kőzet, a peridotit, amely csak nagyon kevés helyen található a felszínen.
A jégkorszakban sok szakadék alakult ki, egyik-másik eléri a 685 méteres mélységet is. Szintén ekkor keletkezett a Western Brook-tó, egy édesvizű fjord, amelynek medrét egy gleccser vájta ki. Ide ömlik Észak-Amerika keleti részének legmagasabb zuhataga, az 564 méter magas Pissing Mare-vízesés. 

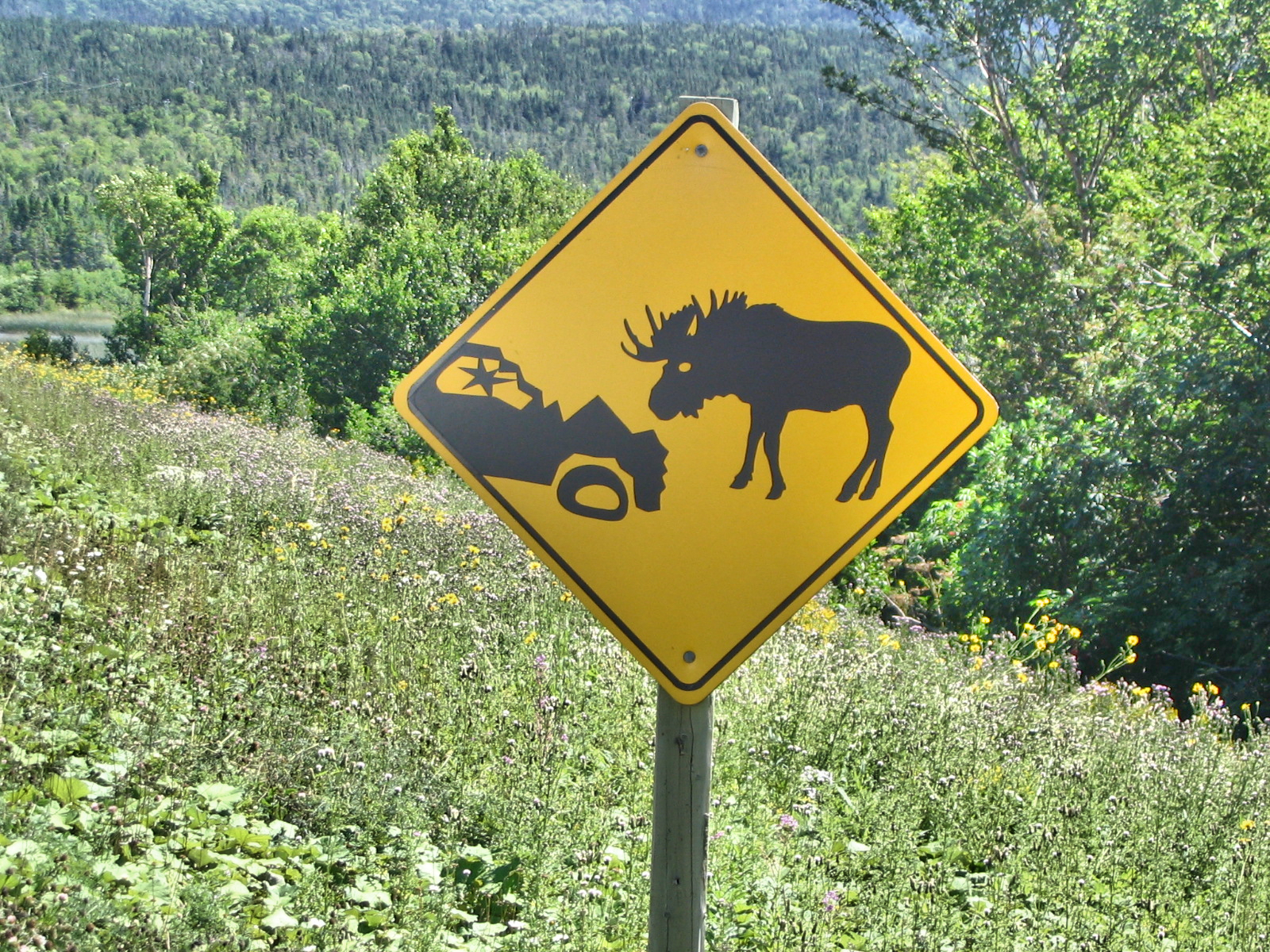
Jávorszarvasra figyelmeztető tábla a Gros Morne Nemzeti Parkban

A Gros Morne Nemzeti Park az egyik legsokarcúbb nemzeti park Kanadában. Területén megfigyelhető a tenger, a tengerpart, az erdős, mocsaras part menti részek, a terméketlen felföld és a síkság növény- és állatvilága. A tengerparttól a szárazföld belseje felé, a mérsékelt övi erdőktől a magasabb részeken élő, hideg égövre jellemző erdőkig számos növénytársulás él. A tengerparton terül el a helyiek által tuckamore-nak nevezett „növényszőnyeg”, amely a zord időjárástól eltorzított törzsű luc- és balzsamfenyőkből áll, s szinte járhatatlan. Az állatok is a hidegebb éghajlathoz alkalmazkodtak. Ez a karibu, a sarki nyúl, az alpesi hófajd, a hiúz és a fekete medve otthona. Betelepítéseknek köszönhetően egy jávorszarvas populáció is megtalálható. A tengerben bálnák, míg a tengerparton tengeri récék, köztük a harlekinréce figyelhetők meg.